# Rasicota albescens
Rasicota albescens är en fjärilsart som beskrevs av Moore 1890. Rasicota albescens ingår i släktet Rasicota och familjen säckspinnare. Inga underarter finns listade.